# Гарбатка-Летнисько (гміна)
Гміна Гарбатка-Летнисько (пол. Gmina Garbatka-Letnisko) — сільська гміна у центральній Польщі. Належить до Козеницького повіту Мазовецького воєводства.
Станом на 31 грудня 2011 у гміні проживало 5265 осіб.

## Площа
Згідно з даними за 2007 рік площа гміни становила 74.01 км², у тому числі:
- орні землі: 36.00%
- ліси: 49.00%

Таким чином, площа гміни становить 8.07% площі повіту.

## Населення
Станом на 31 грудня 2011:
| Опис     | Загалом | Загалом | Чоловіки | Чоловіки | Жінки | Жінки |
| -------- | ------- | ------- | -------- | -------- | ----- | ----- |
| одиниця  | осіб    | %       | осіб     | %        | осіб  | %     |
| все      | 5265    | 100     | 2582     | 49.04    | 2683  | 50.96 |
| міське   | 0       | 100     | 0        |          | 0     |       |
| сільське | 5265    | 100     | 2582     | 49.04    | 2683  | 50.96 |

## Сусідні гміни
Гміна Гарбатка-Летнисько межує з такими гмінами: Гневошув, Козеніце, Пйонкі, Полічна, Сецехув.